# Aemocia ichthyosomoides
Aemocia ichthyosomoides är en skalbaggsart som beskrevs av Thomson 1864. Aemocia ichthyosomoides ingår i släktet Aemocia och familjen långhorningar. Inga underarter finns listade i Catalogue of Life.